# Čaglica
Čaglica falu Bosznia-Hercegovinában, a Bosznia-hercegovinai Föderáció Una-Szanai kantonjában. Közigazgatásilag Velika Kladušához tartozik.

## Fekvése
Bosznia-Hercegovina északnyugati részén, Bihácstól légvonalban 35, közúton 55 km-re északra, Velika Kladušától légvonalban 15, közúton 29 km-re délkeletre levő dombos, erdős vidéken, a Čaglica-patak és mellékvize, a Rašnica-patak völgyében, valamint a környező dombokon fekszik. Házai szétszórt csoportokban találhatók a dombok között.

## Népessége
| Nemzetiségi csoport | Népesség 1991 | Népesség 2013 |
| ------------------- | ------------- | ------------- |
| Szerb               | 4             | 0             |
| Bosnyák             | 764           | 491           |
| Horvát              | 0             | 6             |
| Jugoszláv           | 1             | 0             |
| Egyéb               | 4             | 111           |
| Összesen            | 773           | 608           |

## Története
A település már a középkorban is létezett. Területén, a Crkvina nevű helyen egy 13x9 méteres nagyságú, keletelt templom maradványait találták meg, melyet a neves horvát történész, Radoslav Lopašić az 1501-es egyházi tizedjegyzékben említett Szent Kereszt templommal azonosított. A neve „Chaklych”  alakban szerepel a török előtti időkben keletkezett irakokban.
A település 1878-ig tartozott az Oszmán Birodalomhoz, ekkor a berlini kongresszus határozata alapján az Osztrák-Magyar Monarchia része lett. A monarchia szétesésével 1918-ban előbb a Szerb-Horvát-Szlovén Királyság, majd 1929-től a Jugoszláv Királyság része. Az 1929-es törvény értelmében, amikor Bosznia-Hercegovinát négy banovinára, Drinskára, Vrbaskára, Zetskára és Primorskára osztották, a település a Vrbaska banovina része lett, amelynek székhelye Banja Luka volt. Jugoszlávia megszállása után a Független Horvát Állam (NDH) része lett. A második világháború után a szocialista Jugoszláviához tartozott. A daytoni békeszerződést követő területfelosztásnál Velika Kladuša község részeként a Bosznia-hercegovinai Föderáció területéhez került.

## Oktatás
A település általános iskolája a crvacevaci iskola területi iskolája.

## Nevezetességei
A késő középkori Szent Kereszt templom alapfalai.